# McLaren MCL34
O McLaren MCL34 é o carro construído pela McLaren e projetado por Pat Fry, para a temporada de fórmula 1 de 2019, é pilotado por Carlos Sainz Jr. e Lando Norris, respectivamente, Norris e Sainz substituíram o espanhol Fernando Alonso e o belga Stoffel Vandoorne.

## Desenvolvimento e testes

### Time dedesign
Tim Goss e Matt Morris deixaram a McLaren no fim de 2018. Peter Prodromou se mantém como engenheiro-chefe. Pat Fry retorna a equipe inglesa, onde já passou entre 1993 a 2010 antes de ir para a Ferrari. A equipe chamou James Key da Toro Rosso para supervisionar a produção do MCL34.